# My (namn)

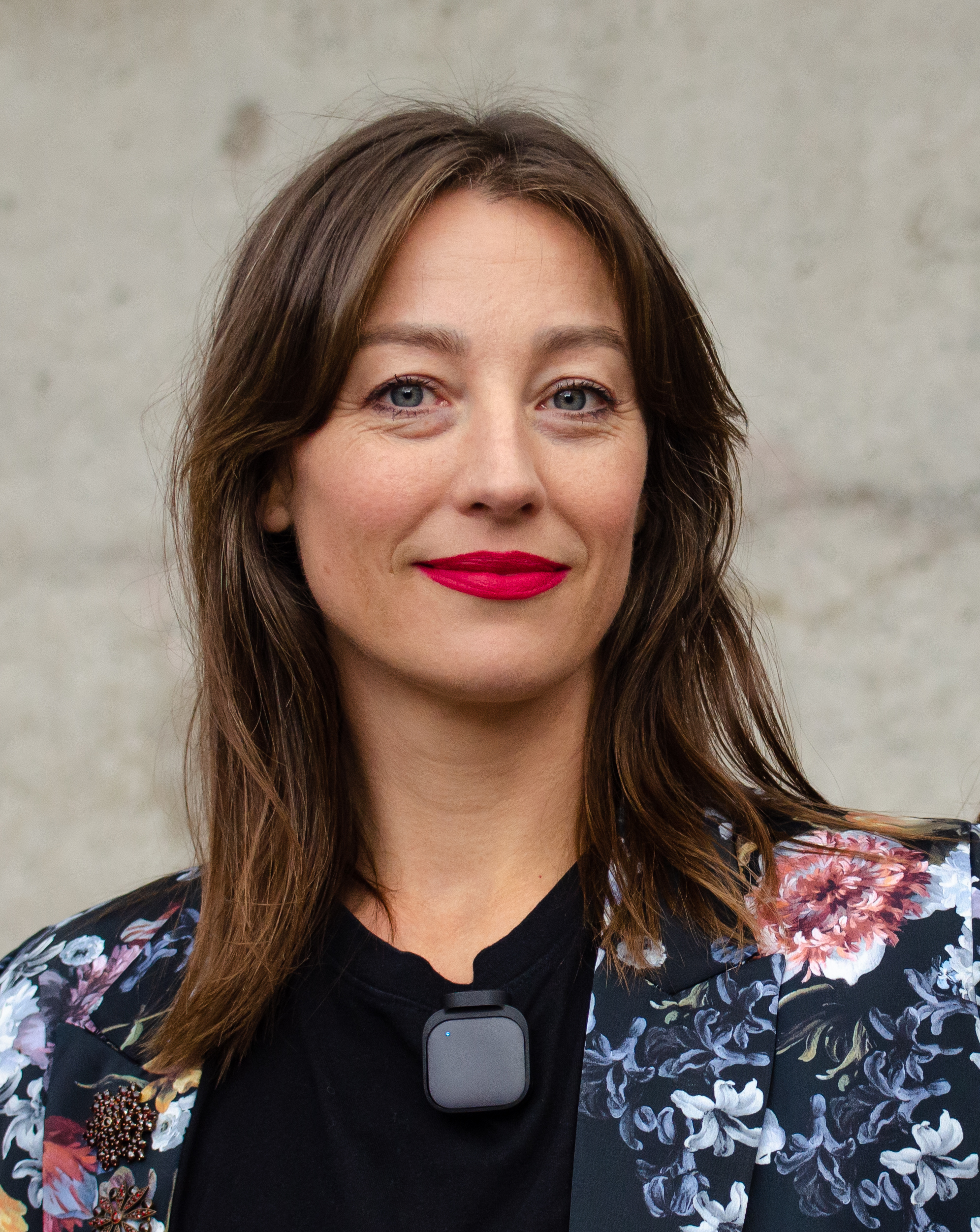
My Rohwedder, 2023.

My är ett kvinnonamn, en smeknamnsform av namnet Maria, med betydelsen morsk eller trotsig.
I Sverige finns nästan 7700 personer med namnet My (2010).
Namnsdag saknas (1986–1992 var det 4 september och 1993–2000 var det 26 oktober). I den finlandssvenska namnsdagslängden har My namnsdag 4 februari sedan 2000.

## Personer med namnet My
- My Holmsten, svensk dansare och skådespelerska
- My Rohwedder, svensk politikjournalist

## Fiktiva
- Lilla My, figuren i Mumintrollen